# To plus fire-aftalen
To plus fire-aftalen (eller Traktaten om den endelige afklaring af Tysklands forhold. tysk: Vertrag über die abschließende Regelung in Bezug auf Deutschland) var en traktat, der i 1990 forhandledes mellem Forbundsrepublikken Tyskland og den Tyske Demokratiske Republik (de "to"), og de fire magter, som besatte Tyskland i slutningen af Anden Verdenskrig: Frankrig, Sovjetunionen, Storbritannien og USA. I traktaten giver de fire besættelsesmagter afkald på alle rettigheder de har haft i Tyskland, så det forenede Tyskland kunne blive en fuldt suveræn stat det følgende år.